# روي فيليبي كايتانو
روي فيليبي كايتانو (بالبرتغالية: Rui Filipe‏) (8 مارس 1963 بفالي دي كامبرا في البرتغال - 28 أغسطس 1994 ببورتو في البرتغال) هو لاعب كرة قدم برتغالي في مركز الوسط. شارك مع منتخب البرتغال تحت 21 سنة لكرة القدم ومنتخب البرتغال لكرة القدم. أما مع النوادي، فقد لعب مع نادي بورتو ونادي جل فيسنتي ونادي إيسبينهو.

## روابط خارجية
- روي فيليبي كايتانو على موقع قاعدة بيانات كرة القدم.إي يو (الإنجليزية)
- روي فيليبي كايتانو على موقع ناشيونال فوتبول تيمز (الإنجليزية)